# Ерофеев, Дмитрий Евгеньевич
Дмитрий Евгеньевич Ерофеев (28 января 1970, Москва, СССР) — советский и российский хоккеист. Мастер спорта России международного класса. Выступал на позиции защитника. Тренер.

## Карьера
Воспитанник хоккейной школы «Крылья Советов» (первые тренеры — Константин Иванович Смирнов, Григорий Георгиевич Савельев, позже занимался под руководством (Сергея Котова, Юрия Лебедева, Александра Сидельникова). После службы в армии начал играть в команде «Прогресс» (Глазов), выступавшей во второй лиге. В 1990 году играл в команде «Ижсталь» (Ижевск) в первой лиге. В 1991 году вернулся в «Крылья Советов». С 1996 по 2001 играл в Чехии («Витковице», «Оцеларжи») и в Швеции («Ферьестад»). C 2001 по 2008 выступал за «Ак Барс», ЦСКА. Играл на высшем уровне до 2008 г.
В 1995 году дебютировал в составе сборной России на серии в Канаде. Выступал за сборную России на чемпионатах мира 1996, 1997, 1998, 2003. Всего за сборную России провёл 91 игру, набрал 26 очков (11 голов и 15 передач). В 2003 году стал победителем Шведских хоккейных игр. Был признан лучшим защитником Кубка Балтики 1997.
В 2008 году был назначен главным тренером ХК «Крылья Советов». В сезоне 2008—2009 вывел клуб в финал плей-офф ВХЛ. Работал помощником тренера в командах КХЛ «Сибирь», «Спартак» Москва, «Северсталь». С 2014 года трудился в системе ПХК ЦСКА, был одним из организаторов фарм-клуба ВХЛ «ХК Звезда». В сезоне 2016/17 в качестве главного тренера вывел «Звезду» в плей-офф ВХЛ, где 1/8 в 5 играх уступили «Сарыарке».
Серебряный (2002) и дважды бронзовый (1993, 2004) призёр чемпионатов России.
Серебряный (1997) и дважды бронзовый (1998, 2001) призёр чемпионатов Чехии.
Признан лучшим иностранцем Чешской лиги 96-97.
Член Клуба Николая Сологубова (всего за карьеру 154 гола) и Клуба Вячеслава Фетисова (всего Россия 67 голов).
За карьеру сыграл 926 игр 141+185 = 326, плей-офф 76 игр 13+13 = 26
Жена Наталия, дочь Екатерина.